# Cottage-Sanatorium für Nerven- und Stoffwechselkranke
Das Cottage-Sanatorium für Nerven- und Stoffwechselkranke war ein Nobel-Sanatorium in der Sternwartestraße 74 im 18. Wiener Gemeindebezirk Währing.

## Geschichte

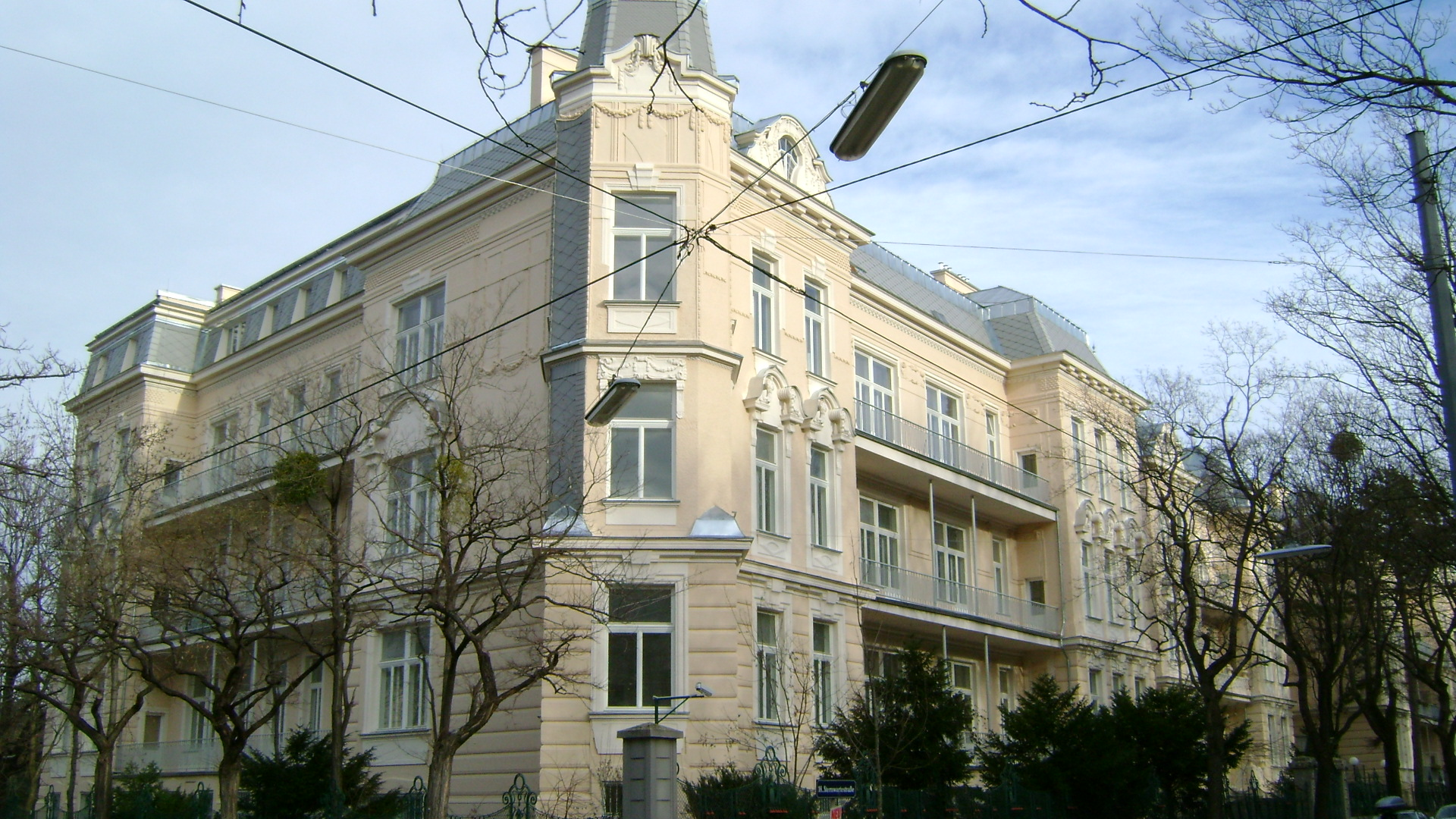
Das ehemalige Cottagesanatorium

Der Arzt Doktor Rudolf Urbantschitsch und der Baumeister Johann Kazda gründeten 1908 gemeinsam das Cottage-Sanatorium für Nerven- und Stoffwechselkranke.
Auf dem vom Baumeister Hans Kazda zur Verfügung gestellten Bauplatz wurde in den Jahren 1907/1908 von ihm das Sanatorium als Jugendstilbau, bestehend aus drei zusammenhängenden Pavillons, errichtet. Trotz der Ausmaße von 100 mal 40 Metern und fünf Geschossen bot der Bau lediglich Platz für 76 Patientenzimmer. Der Rest wurde für der Therapie sowie der Vergnügung und Gesellschaft dienenden Räumlichkeiten (zwei Wintergärten, Rauchzimmer, Bibliothek mit Zeitschriften und Büchern in drei Sprachen, Billardzimmer, Musikzimmer, Schreibzimmer und zwei südseitig gelegene Glasliegehallen) genutzt. Außerdem gab es noch Garagen für die PKW der Patienten, Tennisplätze und einen Eislaufplatz im Winter. Die elektrische Uhrenanlage, mit der das Haus ausgestattet war, war zu ihrer Zeit die größte von Wien.
An medizinischen Behandlungen wurden physikalische, elektrotherapeutische und hydrotherapeutische Kuren, Heißluft- und Fangobehandlungen, Schlamm-, Sand- und Sonnenbäder und so weiter geboten. Außerdem standen ein Röntgeninstitut und chemisch-mikroskopische Laboratorien zur Verfügung.
Neben Doktor Urbantschitsch, der im Haus wohnte, versahen hier noch verschiedene Fachärzte – darunter Fritz Wittels als Psychiater, Internist und Neurologe – sowie acht aus bekannten Familien stammende, gebildete und sprachkundige Krankenschwestern neben dem Hauspersonal Dienst.
Während des Ersten Weltkriegs wurden Teile des Sanatoriums für Offiziere reserviert, außerdem blieben die zahlungskräftigen Patienten aus, so dass das Sanatorium in wirtschaftliche Schwierigkeiten geriet. Dies führte zum Verkauf und die Umwandlung in die Wiener Cottage-Sanatorium Aktiengesellschaft.
Nach dem Anschluss Österreichs an das Dritte Reich kam die Wiener Cottage-Sanatorium Aktiengesellschaft unter kommissarische Leitung des Deutschen Reichs. 1940 wurde das Sanatorium an die Krankenfürsorgeanstalt der Angestellten und Bediensteten der Gemeinde Wien verkauft. Trotzdem blieb es führenden Mitgliedern der Nationalsozialistischen Partei vorbehalten. Mit der Zunahme der Luftangriffe auf Deutschland wurde das Gebäude in steigendem Maß als Quartier für die geflohenen Familien von Nationalsozialisten genutzt.
Zwar wurde das 1948 eingeleitete Rückstellungsverfahren positiv abgeschlossen und das Gebäude der Wiener Cottage-Sanatoriums Aktiengesellschaft zurückgegeben, trotzdem nutzte es die amerikanische Besatzungsmacht bis 1955 als Hotel.
1956 wurde das desolate Bauwerk an die UdSSR, die es als Schule und Wohnhaus für das diplomatische Personal nutzte, verkauft.

## Prominente Patienten
- Laza Kostić, ein serbischer Schriftsteller, Politiker und Philosoph verstarb hier 1910 während der Behandlung einer Lungenkrankheit.
- Sigmund Freud befand sich 1926 vier Wochen als Patient im Cottage-Sanatorium. Er unterzog sich einer Herztherapie. 1910 hatte er hier den sogenannten „Wolfsmann“ Sergius Pankejeff zu analysieren begonnen.
- Hermann Broch, ein österreichischer Schriftsteller, wurde 1916 hier stationär behandelt.
- Adolf Loos wurde hier wegen Magengeschwüren operiert.
- Leo Fall war 1925, wenige Tage vor seinem Tod, Patient im Cottage Sanatorium.
- Alexander Moissi starb hier 1935 an einer Lungenentzündung.
- Julius Korngold, ein Musikkritiker, war 1936 hier Patient.
- Theodor Kern, mährischer Großindustrieller und Geschäftsmann, verstarb hier am 12. Mai 1919.
- Rudolf Freiherr von Slatin, bekannter als Slatin Pascha, österreichischer Abenteurer und Afrikaforscher, verstarb hier am 4. Oktober 1932[1]
- Mustafa Kemal Atatürk soll 1918 drei Wochen lang hier behandelt worden sein[2]